# Government of India Act 1858
Government of India Act 1858 eller, lång titel: An Act for the better Government of India, var en lag om den politiska organisationen i Brittiska Indien, antagen 2 augusti 1858. Den innebar slutet på Brittiska Ostindiska Kompaniets styre, och i stället överfördes makten till kronan.

### Fotnoter
1. ↑  Wolpert, Stanley (1989). A New History of India (3d ed.), pp. 239–40. Oxford University Press. ISBN 0-19-505637-X.